# 하바브
하바브(아랍어: خبب, 시리아어: ܓܒܒ, Khababb)은 시리아 남부에 위치한 다라주의 도시로, 인구는 약 10,000명으로 추산된다. 다마스쿠스(시리아의 수도)에서 남쪽으로 약 57km, 다라(다라 주의 주도)에서 남쪽으로 약 55km 정도 떨어진 곳에 위치한다.